# Mary D. Garrard
Mary D. Garrard (* 1937) ist eine US-amerikanische Kunsthistorikerin, Feministin und Professorin emerita.

## Werdegang
Mary DuBose Garrard studierte an der Tulane University und der Harvard University. Sie promovierte 1970 an der Johns Hopkins University. Zahlreiche Stipendien begleiteten ihre Karriere. Sie ist eine emeritierte Professorin der American University von Washington.
Aus der Zusammenarbeit mit Norma Broude entwickelten sich die Publikationen The Power of Feminist Art; The Expanding Discourse: Feminism and Art History und Feminism and Art History: Questioning the Litany, die heute zu den Klassikern der feministischen Kunstgeschichtsschreibung zählen.
Garrard ist spezialisiert auf die Kunst der Renaissance, des Barock und auf Feministische Kunst. Sie schaffte es, der Rezeption des italienischen Barock eine neue Sichtweise hinzuzufügen, indem sie das Leben und Werk der Malerin Artemisia Gentileschi bekannt machte.
Sie war von 1974 bis 1976 Vorsitzende des Women's Caucus for Art.

## Veröffentlichungen (Auswahl)
- Brunelleschi’s Egg: Nature, Art and Gender in Renaissance Italy 2010, ISBN 978-0-520-26152-5
- Reclaiming female agency: Feminist art history after postmodernism 2005, ISBN 978-0-520-24252-4
- Artemisia Gentileschi Around 1622: The Shaping and Reshaping of an Artistic Identity University of California Press, 2001, ISBN 978-0-520-22841-2
- The Power of Feminist Art: The American Movement of the 1970s, History and Impact mit Norma Broude 1996, ISBN 978-0-8109-2659-2
- The Expanding Discourse: Feminism and Art History 1992, ISBN 978-0-06-430207-4
- Artemisia Gentileschi: The Image of the Female Hero in Italian Baroque Art Princeton University Press, 1989, ISBN 978-0-691-04050-9
- Feminism and Art History: Questioning the Litany mit Norma Broude 1982, ISBN 978-0-06-430117-6